# Wururoo
Wururoo dayamayi (Вуруру) — вид родини Белберових. 
Етимологія: родова назва походить від слова аборигенів Ваан'ї «wuru», що означає «багато часу тому», слово «daya» означає «кришити», «mayi» — «зуби», натякаючи на великі, міцні P3. 
Голотипом є фрагмент правої нижньої щелепи з P3 — M4. Місце знаходження типового зразка: північно-західний Квінсленд, англ. White Hunter Local Fauna. Кук (1997) припустив, базуючись на формі кутніх зубів, що цей рід є проміжним між Balbaroo та Nambaroo.